# Marek Mielniczuk

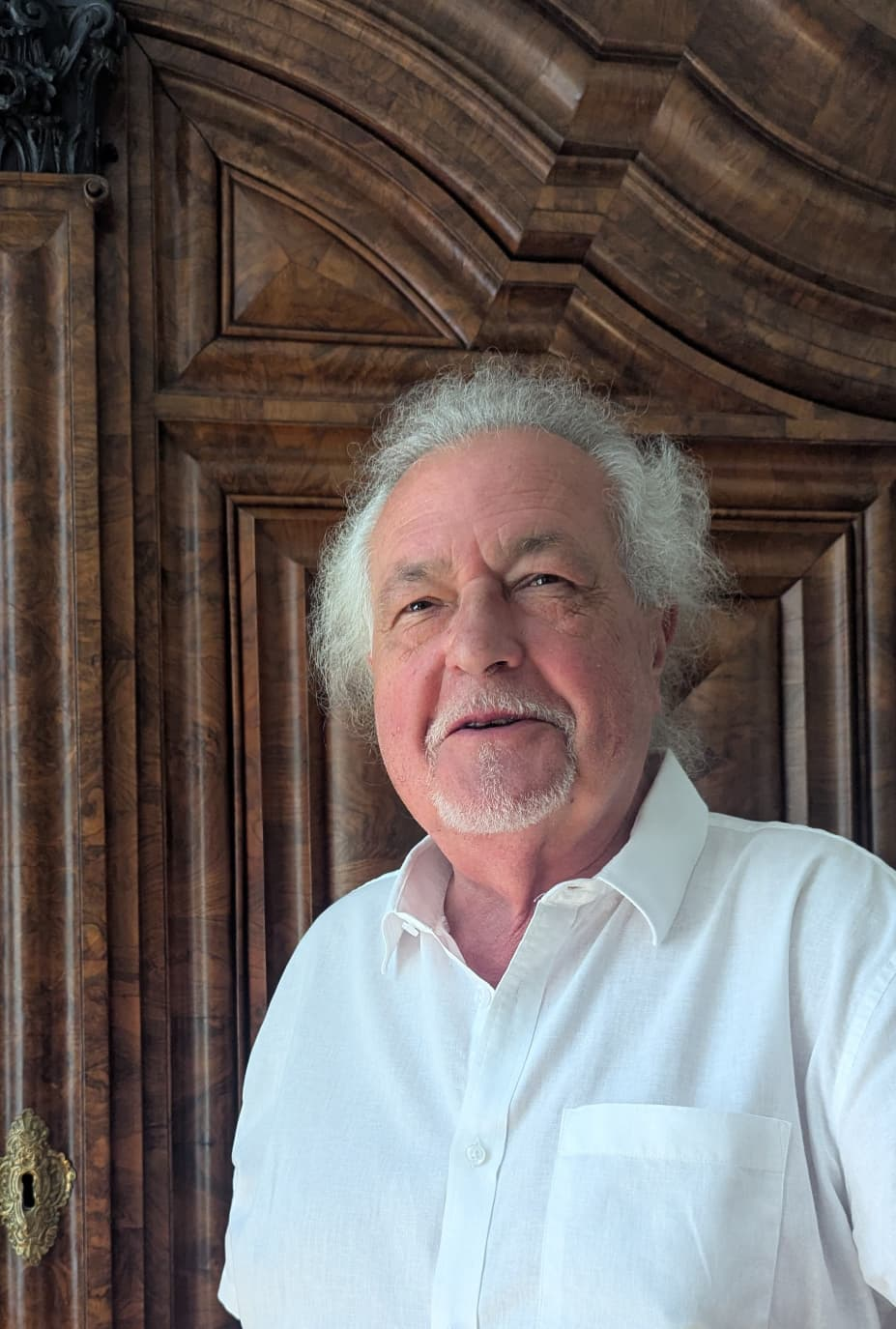
Marek Mielniczuk

Marek Anatol Mielniczuk (ur. 11 sierpnia 1946 w Warszawie) – polski marszand, antykwariusz i kolekcjoner sztuki, od lat 80. związany z rynkiem francuskim i polskim. Właściciel galerii sztuki w Paryżu i Warszawie, doradca kolekcjonerów.  

## Życiorys
Jego ojcem był Anatol Mielniczuk (ur. 21 lipca 1910 w Radziwiłłowie na Wołyniu, zm. 19 lipca 1981) związany przed wojną z Instytutem Wschodnim w Warszawie, ojciec pracował w Polskim Czerwonym Krzyżu, uczestniczył w Powstaniu Warszawskim pod pseudnonimem Czarny. Matką Marka Mielniczuka była Maria Katarzyna Anna Sieniawska.
Uczęszczał do VI Liceum Ogólnokształcącego im. Tadeusza Reytana w Warszawie. W 1969 roku ukończył Szkoła Główna Planowania i Statystyki (SGPiS, obecnie SGH) w Warszawie, uzyskując tytuł magistra ekonomii na Wydziale Handlu.  
Był sędzią  Związku Kynologicznego w Polsce w latach 1970. 
Pomiędzy 1983 - 1984 pracował jako zastępca dyrektora w Teatrze Komedia Olgi Lipińskiej. W 1984 roku wyjechał do Paryża. 2 stycznia 1986 roku założył w Paryżu własną galerię sztuki – Galerie Marek, specjalizującą się w malarstwie École de Paris oraz sztuce środkowoeuropejskiej. Prowadził również Galerię Marek w Warszawie.   W Paryżu galeria działała m.in. na 21, rue de Miromensil. Wydawał katalogi kolejnych wystaw Ecole de Paris, m.in. 6 października 1988, 22 marca 1990, 3 października 1990. W listopadzie 1988 roku pomagał w organizacji wystawy „École de Paris – Boulogne” w Musée Municipal de Boulogne-Billancourt.
Był jednym z głównych dostawców dzieł do kolekcji amerykańskiego kolekcjonera Toma Podla (1938-2011), wystawianej w Muzeach Narodowych w Krakowie i we Wrocławiu. W wywiadach prasowych podkreślał znaczenie uczciwości i osobistej relacji z klientem w pracy marszanda, krytykując spekulacje rynkowe.
Blisko współpracował z Wojciechem Fibakiem jako doradca kolekcjonerski. Jest wymieniany, obok Zbigniewa Legutki, jako jedną z kluczowych osób, które pomogły mu budować kolekcję dzieł sztuki. Pomagał też w tworzeniu kolekcji malarstwa École de Paris w Villa la Fleur.

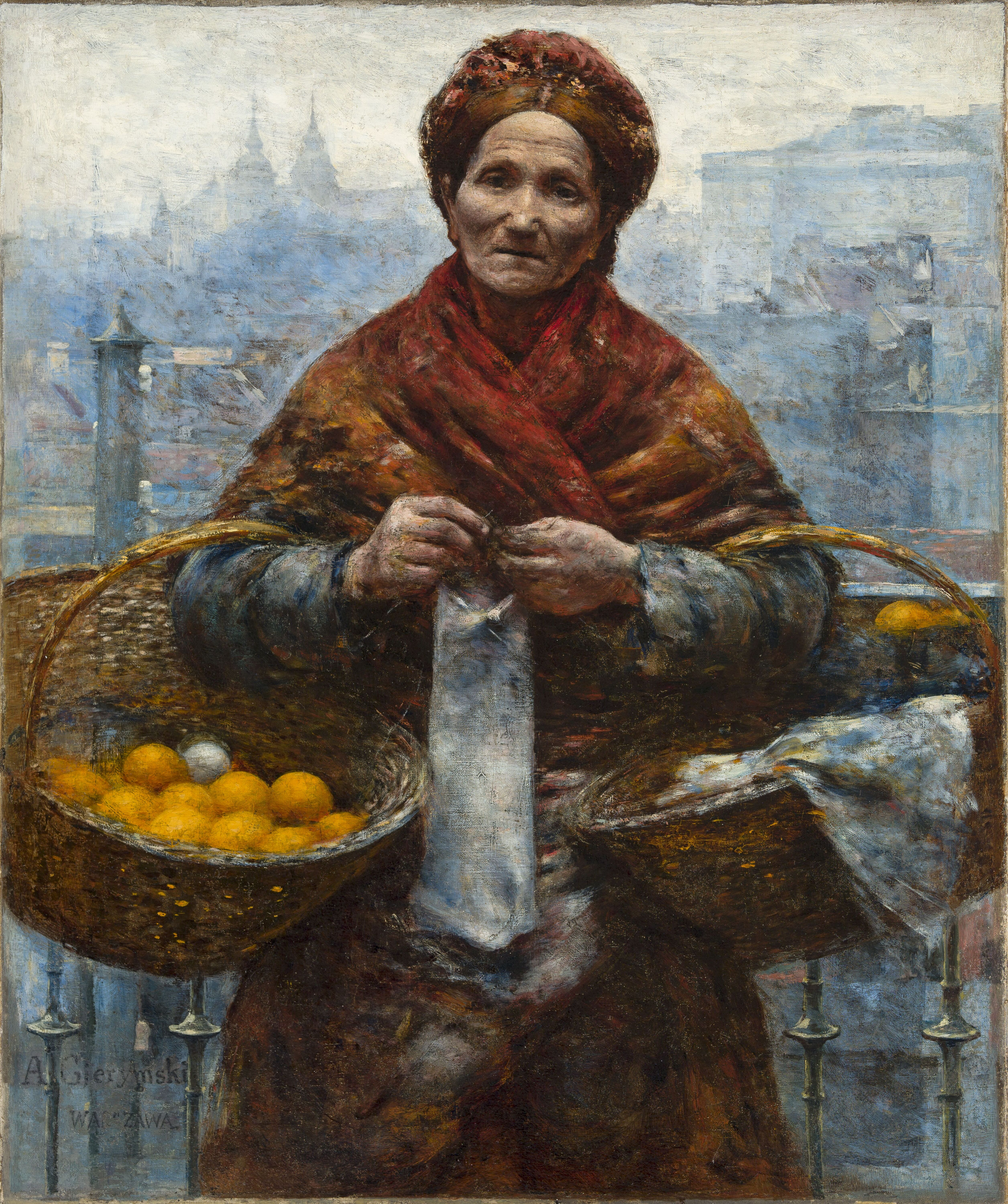
Żydówka z pomarańczami

## Żydowka z pomarańczami
W listopadzie 2010 roku, na zaproszenie dziennikarza Gazety Wyborczej Włodzimierza Kalickiego, Mielniczuk wziął udział w wyprawie do Buxtehude w Niemczech, aby zbadać obraz Żydówka z pomarańczami Aleksandra Gierymskiego, oferowany w domu aukcyjnym Eva Aldag. Potwierdził autentyczność płótna, wskazując, że różnice względem przedwojennej fotografii wynikają z powojennych, niefachowych przemalowań i przycięcia dzieła. Wspólnie z Kalickim ustalił szczegóły konserwatorskich ingerencji oraz fakt, że jest to obraz skradziony z Muzeum Narodowego w Warszawie. Dla zachowania możliwości dalszego działania formalnie zgłosił chęć udziału w licytacji, co pozwoliło utrzymać kontakt z domem aukcyjnym. Dzień przed aukcją Kalicki opublikował artykuł w „Gazecie Wyborczej”, a następnie Ministerstwo Kultury i Dziedzictwa Narodowego interweniowało w Niemczech. Jeszcze tego samego dnia niemiecki sąd nakazał zatrzymanie obrazu, a policja w Hamburgu zabezpieczyła Pomarańczarkę. Wcześniej rozpoznał na aukcji we Francji inny obraz Gierymskiego (Luwr w nocy), który trafił do zbiorów Muzeum Narodowego w Warszawie.

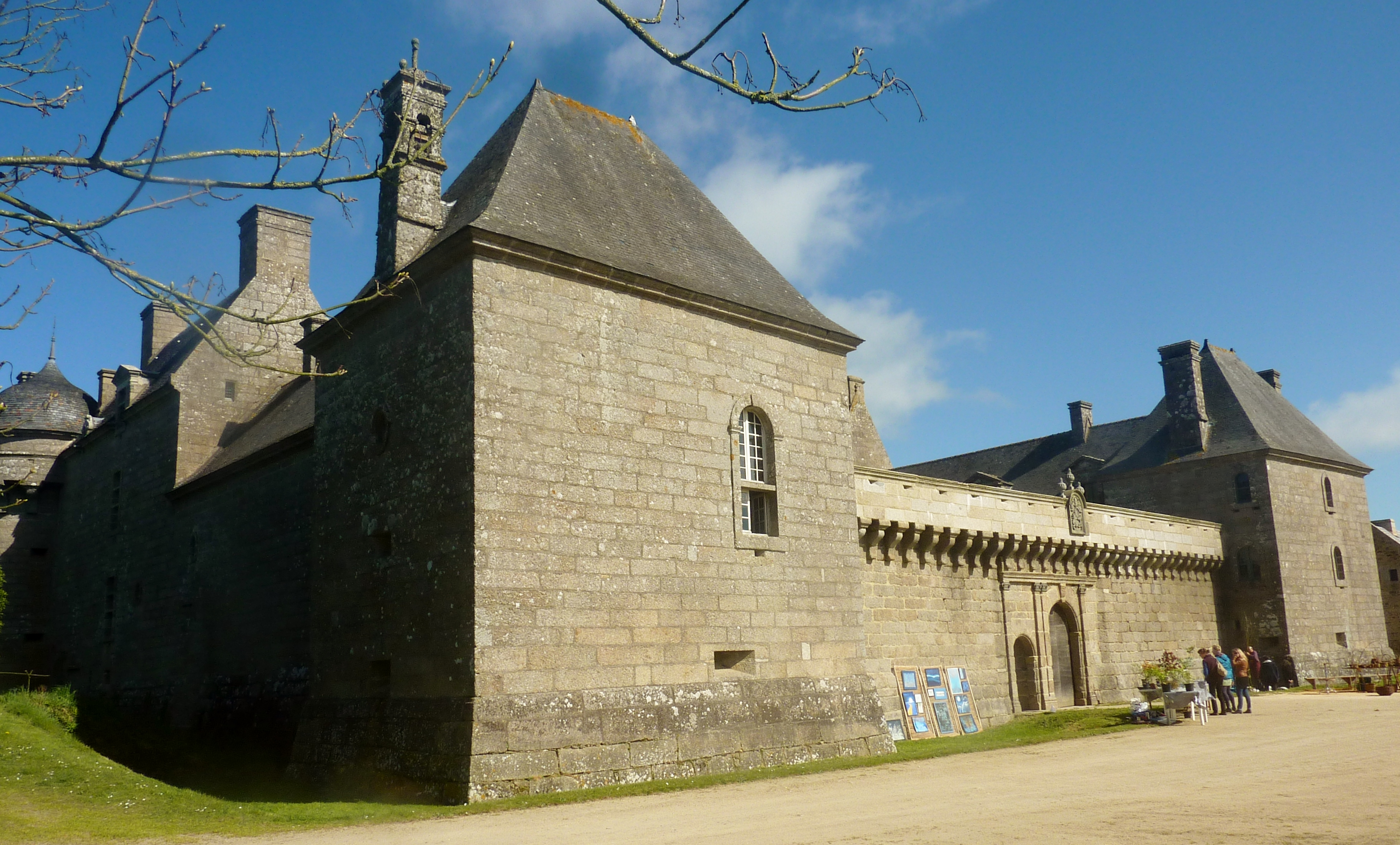
Zamek Kergroadez

## Château de Kergroadez
Około 1992 roku Mielniczuk zakupił renesansowy Château de Kergroadez w Brélès (Bretania), pochodzący z początku XVII wieku. Pierwszą renowację przeprowadzono w 1913 roku, później zamek popadał w ruinę. Zamiarem Mielniczuka było przekształcenie obiektu w galerię sztuki, otwarcie go dla zwiedzających i na koncerty muzyczne. Odnowił sześć pomieszczeń w głównym skrzydle zamku, adaptując je do funkcji wystawienniczych.  Starał się też odtworzyć 28 hektarów ogrodów. W maju 1995 roku, dzięki jego zaangażowaniu, zamek wraz z otoczeniem został wpisany na listę francuskich zabytków jako Monument Historique. Ze względów osobistych w 2000 roku Mielniczuk sprzedał obiekt nowym właścicielom, którzy kontynuowali jego renowację i udostępnili go do celów kulturalnych i turystycznych.
Prowadzi biuro Cabinet d'expertises Bobrowska-Mielniczuk, zajmujące się badaniem proweniencji dzieł sztuki École de Paris.
Ma trzech synów. Jednym z nich jest marszand i znawca sztuki Maurycy Mielniczuk.

## Wypowiedzi i publikacje
- Co ma wisieć? Gust polski – wywiad, Gazeta Wyborcza – Duży Format, 2005[2].
- Wstydliwe pieniądze – wywiad, Rzeczpospolita, 2001[6].

## Film i telewizja
- 1999 – Klan (serial) – właściciel galerii sztuki
- 2019 – Czarny Mercedes (film fabularny) – mężczyzna w Cafe Muza